# Crassensee (Naturschutzgebiet)
Koordinaten: 51° 50′ 51″ N, 12° 30′ 27″ O

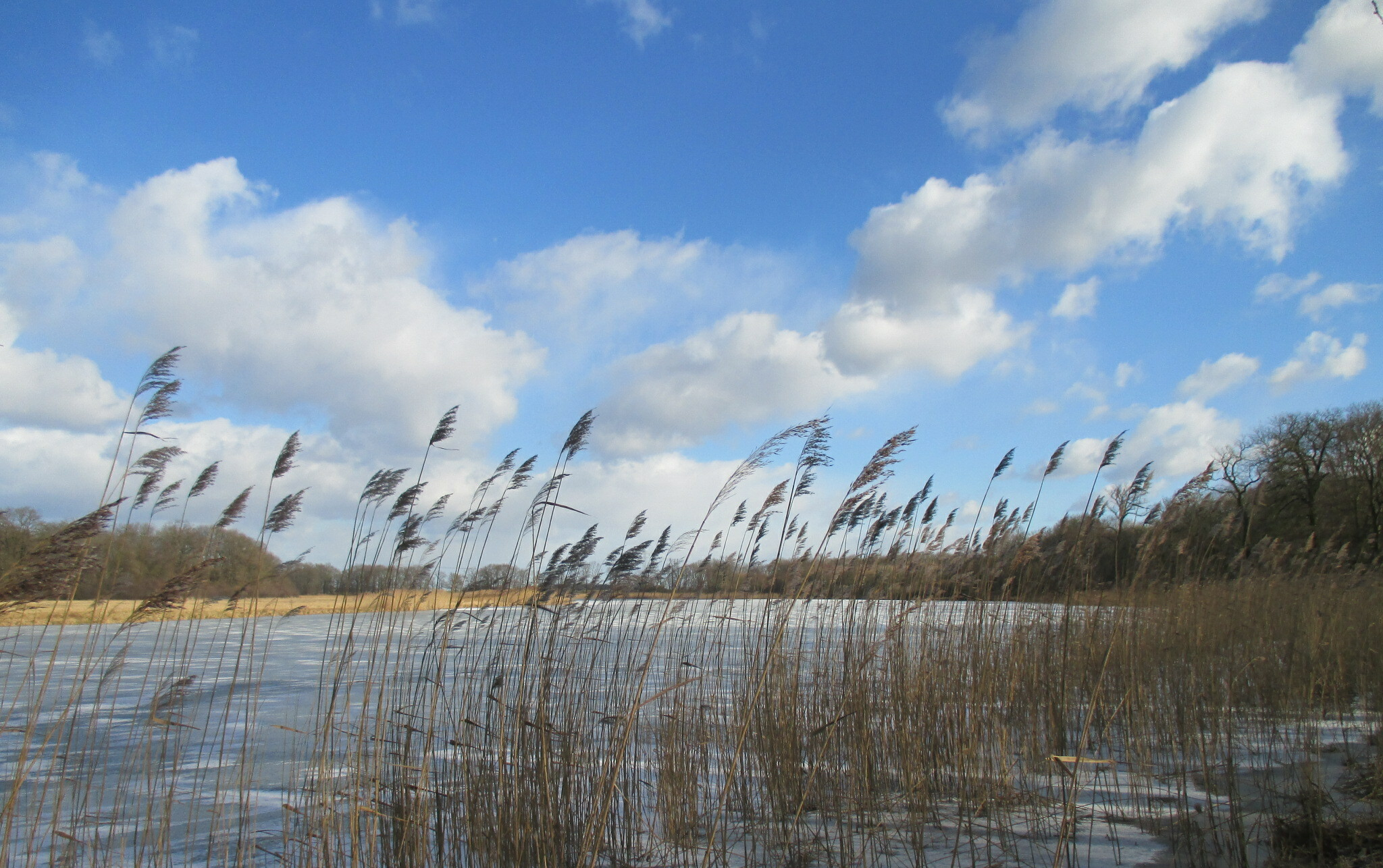
Schilfröhricht am Ufer des Crassensees

Der Crassensee ist ein Naturschutzgebiet in der Lutherstadt Wittenberg im Landkreis Wittenberg in Sachsen-Anhalt.
Das Naturschutzgebiet mit dem Kennzeichen NSG 0100 ist rund 254 Hektar groß. 168 Hektar des Naturschutzgebietes sind als Totalreservat ausgewiesen. Das Naturschutzgebiet ist Bestandteil des FFH-Gebietes „Dessau-Wörlitzer Elbauen“ und des EU-Vogelschutzgebietes „Mittlere Elbe einschließlich Steckby-Lödderitzer Forst“ sowie von den Landschaftsschutzgebieten „Elbetal – Crassensee“ und „Mittlere Elbe“ umgeben. Das Gebiet steht seit Ende 2003 unter Schutz (Datum der Verordnung: 15. Dezember 2003). Es ersetzt das gleichnamige, 1967 ausgewiesene Naturschutzgebiet. Zuständige untere Naturschutzbehörde ist der Landkreis Wittenberg.
Das nach dem in ihm liegenden, gleichnamigen See benannte Naturschutzgebiet liegt südwestlich der Lutherstadt Wittenberg und südöstlich von Coswig (Anhalt) im Biosphärenreservat Flusslandschaft Elbe. Es ist größtenteils durch den Elbedeich von der Flussdynamik abgetrennt und wird nur bei Hochwasser der Elbe überflutet. Das Naturschutzgebiet wird von einem Eschen-Ulmen-Hartholzauwald mit geringem Anteil an Feldulme und Holzapfel geprägt. An geringfügig höher gelegenen Standorten ist der Auwald in seiner Hainbuchen-Ausbildung ausgeprägt. Der Auwald verfügt über einen hohen Totholzanteil. In den Auwald ist der Crassensee, ein Altarm der Elbe, eingebettet. Der Crassensee ist vielfach von Röhrichten aus Schilfrohr, Breit- und Schmalblättrigem Rohrkolben, Wasserschwaden und Kalmus umgeben. In Verlandungszonen insbesondere im Westen des Sees siedelt die Ufersegge und Krebsscherengesellschaften. Am Nordufer des Crassensees, dem ehemaligen Gleithang des Altwassers, befindet sich eine Auenwiese unterschiedlicher Nutzungsgrade.
Im Crassensee siedeln Ähriges Tausendblatt, Gewöhnliches Hornkraut, Gelbe Teichrose, Wassernuss, Teichlinse und Gemeiner Schwimmfarn. Das Naturschutzgebiet ist Lebensraum zahlreicher Vogelarten. Die Wasser- und Röhrichtbereiche bieten u. a. Höckerschwan, Haubentaucher, Tafelente, Blässhuhn, Teichralle, Eisvogel, Rohrammer, Teichrohrsänger, Drosselrohrsänger und Schilfrohrsänger einen Lebensraum. Die Auwälder sind Lebensraum von Rotmilan, Schwarzmilan, Wespenbussard, Waldohreule, Waldkauz, Schwarzspecht, Grünspecht, Buntspecht, Mittelspecht, Kleinspecht, Pirol und Nachtigall. Amphibien sind durch Grasfrosch, Moorfrosch, Teichfrosch, Erdkröte und Teichmolch vertreten. Die Gewässer im Naturschutzgebiet beherbergen u. a. Bitterling, Aland, Kaulbarsch und Moderlieschen. Daneben leben hier verschiedene wirbellose Tiere, darunter Teichmuschel, Spitzschlammschnecke, Posthornschnecke, Wasserskorpion und Gelbrandkäfer. Libellen sind z. B. durch Grüne Mosaikjungfer, die hier ihr größtes Vorkommen in Sachsen-Anhalt besitzt, Östliche Moosjungfer und Braune Mosaikjungfer vertreten. Der Crassensee ist auch Lebensraum des Elbebibers. Gelegentlich konnte auch der Fischotter beobachtet werden. Der hohe Totholzanteil des Auwaldes macht den Wald zu einem wichtigen Lebensraum verschiedener holzbewohnender Käferarten, darunter auch dem Hirschkäfer. In temporär wassergefüllten Flutrinnen ist der Frühjahrskiemenfuß zu finden.